# کلی یونکر
کلی یونکر (انگلیسی: Kelly Jonker؛ زادهٔ ۲۳ مهٔ ۱۹۹۰) بازیکن هاکی روی چمن اهل هلند بود.